# Роберсон, Джастин
Джастин Роберсон (англ. Justin Raashard Roberson; род. 8 июля 1993, Накитош, штат Луизиана, США) — американский профессиональный баскетболист, играющий на позиции разыгрывающего защитника.

## Карьера
В NCAA Роберсон выступал за команду университета Луизианы в Монро. В 2016 году Джастин переехал в Швейцарию, где выступал за «Фрибур Олимпик» и «САМ Баскет».
В сезоне 2018/2019 Роберсон стал чемпионом Швейцарии и обладателем национального кубка. В 33 играх он набирал в среднем 11 очков, 3,4 подбора, 3,9 передачи и 1.5 перехвата. В 20 матчах Лиге чемпионов ФИБА его показатели были 10,3 очка, 2,5 подбора, 2,5 передачи и 1,5 перехвата.
В июне 2019 года Роберсон перешёл в «Буревестник». До приостановки регулярного сезона Суперлиги-1 Джастин принял участие во всех 26 играх, в 24 из которых выходил в стартовой пятерке. Его средняя статистика составила 19,5 очков, 3,1 передач, 3,7 подборов и 2,0 перехватов.
Сезон 2020/2021 Роберсон начинал в «Буревестнике» и набирал 22,2 очка, 4,0 подбора, 4,0 передачи и 2,8 перехвата.
В декабре 2020 года Джастин покинул ярославский клуб и перешёл в «Уралмаш», с которым стал серебряным призёром Суперлиги-1.
В мае 2021 года Роберсон подписал новый контракт с «Уралмашем». В составе команды Джастин стал чемпионом Суперлиги-1 и был признан «Самым ценным игроком» турнира. За 41 игру его статистика составила в среднем 17,4 очка, 4,1 передачи 3,3 подбора и 2,1 перехвата.
В июне 2022 года Роберсон стал игроком «Пармы».
19 февраля 2023 года Роберсон принял участие в «Матче всех звёзд» Единой лиги ВТБ в составе команды New School. В этой игре Джастин провёл на площадке 18 минут 10 секунд и набрал 12 очков, 3 передачи, 5 подборов и 1 перехват.
По итогам регулярного сезона 2022/2023 Роберсон получил награду за «Лучший перфоманс сезона Единой лиги ВТБ». В октябрьском матче «Пармы» против «Автодора» (89:83) Джастин набрал 29 очков, 7 подборов, 5 передач и 2 перехвата при 39 баллах за эффективность действий.
В июне 2023 года Роберсон перешёл в «Самару». В 44 матчах Единой лиги ВТБ статистика Джастина составила 12,6 очков, 3,7 передачи, 3,0 подбора и 1,5 перехвата.

## Достижения
- Чемпион Швейцарии: 2018/2019
- Чемпион Суперлиги-1 дивизион: 2021/2022
- Серебряный призёр Суперлиги-1 дивизион: 2020/2021
- Обладатель Кубка Швейцарии: 2018/2019
- Чемпион ОАЭ 2024-2025